# 格拉玛号
格拉玛号（西班牙語：Granma）是一艘游艇，1956年底它载着82位古巴革命战士从墨西哥前往古巴。

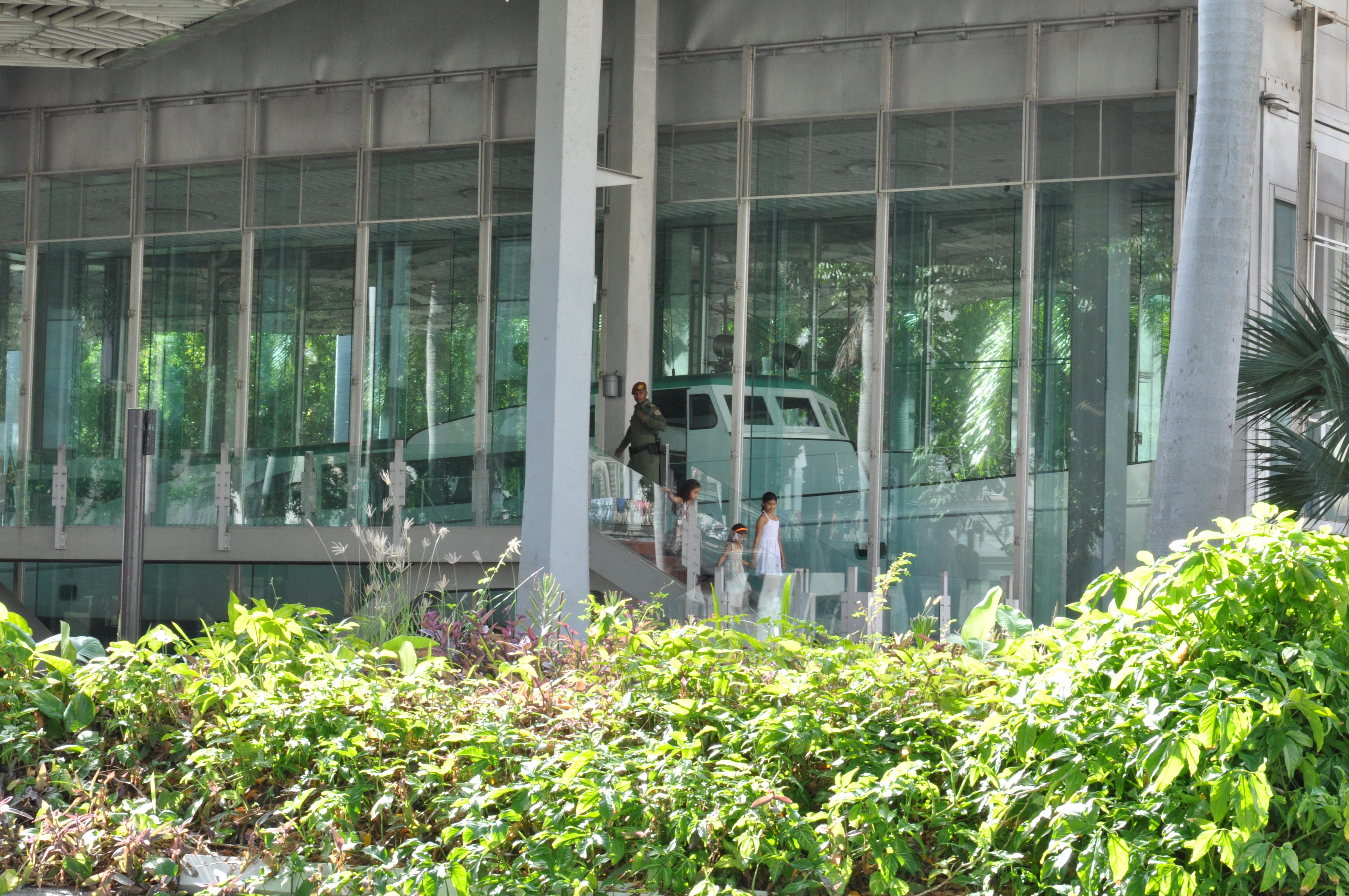
陈列于古巴革命博物馆的格拉玛号

## 远征
格拉玛号建造于1943年，长63英尺（19.25米），设计容纳20人。由向菲德尔·卡斯特罗提供武器的西班牙裔墨西哥人安东尼奥·德尔·孔德（菲德尔·卡斯特罗叫他“库阿特”）借出。
孔德拥有墨西哥最后一家合法的武器店，他与菲德尔·卡斯特罗相识后，表示愿意全力以赴帮助卡斯特罗和古巴人民进行革命。闲聊时，孔德提起自己刚刚买下一辆游艇，准备带家人出游，卡斯特罗说：“你要是能把这艘游艇借我一用，这场革命我就能赢！”孔德很爽快地把船借给卡斯特罗，革命胜利后，卡斯特罗买下这艘游艇。
得到游艇后，在菲德尔·卡斯特罗的领导下，82名在墨西哥接受一年严格军事训练的古巴革命者登船，开始反抗古巴独裁者富尔亨西奥·巴蒂斯塔的远征。他们被称为“格拉玛号远征队”，包括切·格瓦拉、劳尔·卡斯特罗和卡米洛·西恩富戈斯等人。1956年11月25日凌晨1点，雨夜，他们从墨西哥城东北约三百英里的韦拉克鲁斯州的图斯潘港口启航前往古巴。
安东尼奥顺着他们的航行路线在墨西哥一路开车护送船只，与他们保持通讯，确保他们的平安。直到到达墨西哥离古巴最近的港口，他无法再向前行驶，才与士兵们分开。由于联邦调查局为当时的古巴政府提供错误的情报，古巴政府一直以为这艘满载着士兵的船会是蓝顶的（实际上是绿顶），也一直以为这艘船会很大，因此他们靠岸时并没有遇到任何阻碍。船只在行驶7天后，于1956年12月2日抵达古巴。82名革命者登陆后，遭到古巴空军轰炸；3天后，又在阿莱格里亚德皮奥遭政府军伏击，损失惨重，仅剩20人左右转入马埃斯特腊山区活动（具体数字有争议；根据最权威的说法，幸存并转入山区的有20人），其余人被杀、被俘或逃离战场；其中只有12人活到古巴革命胜利之时并留在革命队伍中。

## 纪念
1976年11月14日，格拉玛号开始在哈瓦那的革命博物馆永久展出。为了纪念格拉玛号，这次远征队登陆的地方，原东方省的一部分析置为格拉玛省；格拉玛号登陆日——12月2日被定为古巴革命武装力量的建军节；另外，古巴共产党中央委员会机关报也取名为《格拉玛报》。

## 格拉玛号远征队成员名单
共82名成员：

### 总参谋部成员
1. 总司令菲德尔·卡斯特罗
2. 总参谋部主任胡安·曼努埃尔·马尔克斯·罗德里格斯（西班牙语：Juan Manuel Márquez Rodríguez）上尉
3. 总参谋部主任法斯蒂诺·佩雷斯（西班牙语：Faustino Pérez）上尉
4. 前卫排长何塞·史密斯·科马斯上尉
5. 中央排长胡安·阿尔梅达·博斯克上尉
6. 后卫排长劳尔·卡斯特罗上尉
7. 后勤主任巴勃罗·迪亚斯
8. 副官菲利克斯·埃尔穆萨
9. 副官阿曼多·瓦奥
10. 卫生主任切·格瓦拉
11. 随从官安东尼奥·洛佩斯上尉
12. 随从官坎迪多·冈萨雷斯中尉
13. 随从官特尼恩特·赫苏斯·雷耶斯中尉
14. 赫苏斯·蒙塔纳（西班牙语：Jesús Montané）
15. 欧尼利奥·皮诺
16. 罗贝托·罗克
17. 马里奥·伊达尔戈
18. 塞萨尔·戈麦斯
19. 罗兰多·莫亚

### 其他成员
1. 霍拉西奥·罗德里格斯
2. 何塞·庞塞·迪亚斯
3. 何塞·拉蒙·马丁内斯
4. 费尔南多·桑切斯-阿马亚
5. 奥图罗·肖蒙
6. 诺贝托·科拉多（英语：Norberto Collado Abreu）
7. 吉诺·多内·帕罗（義大利語：Gino Donè Paro）
8. 胡利奥·迪亚斯
9. 勒内·贝迪亚
10. 伊瓦里斯托·蒙特斯·德·奥卡
11. 埃斯特万·索托隆戈
12. 安德烈斯·鲁哈恩
13. 何塞·富恩特斯
14. 帕布洛·乌尔塔多
15. 埃米利奥·阿尔本托萨
16. 路易斯·克雷斯波
17. 拉斐尔·乔
18. 埃内斯托·费尔南德斯
19. 阿尔曼多·梅斯特雷
20. 米格尔·卡瓦纳斯
21. 爱德华多·雷耶斯
22. 休伯托·拉莫特
23. 圣地亚哥·希尔泽尔
24. 恩里克·库埃莱斯
25. 马里奥·恩内斯·德·阿尔马斯（英语：Mario Chanes de Armas）
26. 曼努埃尔·埃切瓦里亚
27. 弗朗西斯科·冈萨雷斯
28. 马里奥·富恩特斯
29. 诺埃利奥·卡波特
30. 劳尔·苏亚雷斯
31. 加布里埃尔·吉尔
32. 路易斯·阿科斯
33. 阿方索·吉列恩·塞拉亚
34. 米格尔·萨阿韦德拉
35. 佩德罗·索托
36. 阿尔塞尼奥·加西亚
37. 以色列·卡布雷拉
38. 卡洛斯·贝尔穆德斯
39. 安东尼奥·达里奥·洛佩斯
40. 奥斯卡·罗德里格斯
41. 卡米洛·西恩富戈斯
42. 吉尔贝托·加西亚
43. 雷内·雷内
44. 海梅·科斯塔·查韦斯（西班牙语：Jaime Costa Chávez）
45. 诺贝托·戈多伊
46. 恩里克·卡梅拉
47. 劳尔·迪亚斯
48. 阿尔曼多·罗德里格斯
49. 卡利斯托·加西亚
50. 卡利斯托·莫拉莱斯
51. 雷纳尔多·贝尼特斯
52. 雷内·罗德里格斯
53. 胡安·戈麦斯
54. 弗朗西斯科·奇科拉
55. 尤尼维尔索·桑切斯
56. 埃菲赫尼奥·阿梅赫拉斯（英语：Efigenio Ameijeiras）
57. 拉米罗·巴尔德斯
58. 托马斯·罗约
59. 阿尔纳尔多·佩雷斯
60. 西罗·雷东多（西班牙语：Ciro Redondo）
61. 罗兰多·桑塔纳
62. 拉蒙·梅希亚斯
63. 何塞·莫兰